# Khanjar Khān
Khanjar Khān (persiska: خنجر خان, خَندژَلخَن, خانجَل خان) är en ort i Iran.   Den ligger i provinsen Västazarbaijan, i den nordvästra delen av landet, 600 km nordväst om huvudstaden Teheran. Khanjar Khān ligger 1 109 meter över havet och antalet invånare är 307.
Terrängen runt Khanjar Khān är platt västerut, men österut är den kuperad.Runt Khanjar Khān är det ganska tätbefolkat, med 75 invånare per kvadratkilometer. Närmaste större samhälle är Khvoy, 6,0 km nordväst om Khanjar Khān. Trakten runt Khanjar Khān består i huvudsak av gräsmarker.